# Probištip
Probištip (makedonska: Пробиштип [ˈprɔbiʃtip] lyssna (fil)) är en stad i kommunen Probištip i nordöstra Nordmakedonien. Staden hade 9 760 invånare vid folkräkningen år 2021.
Av invånarna i Probištip är 97,61 % makedonier, 1,05 % romer och 0,51 % serber (2021).